# Sol over Gundestrup
Sol over Gundestrup er et stykke smørrebrød med fynsk rygeost og solbærsyltetøj.
Navnet er afledt af Sol over Gudhjem og relateret til Gundestrup Mejeri og Bryghus i Vester Skerninge.
I 2016 fik sol over Gundestrup anerkendelse af den internationale organisation Slow Food.